# Digitális detox

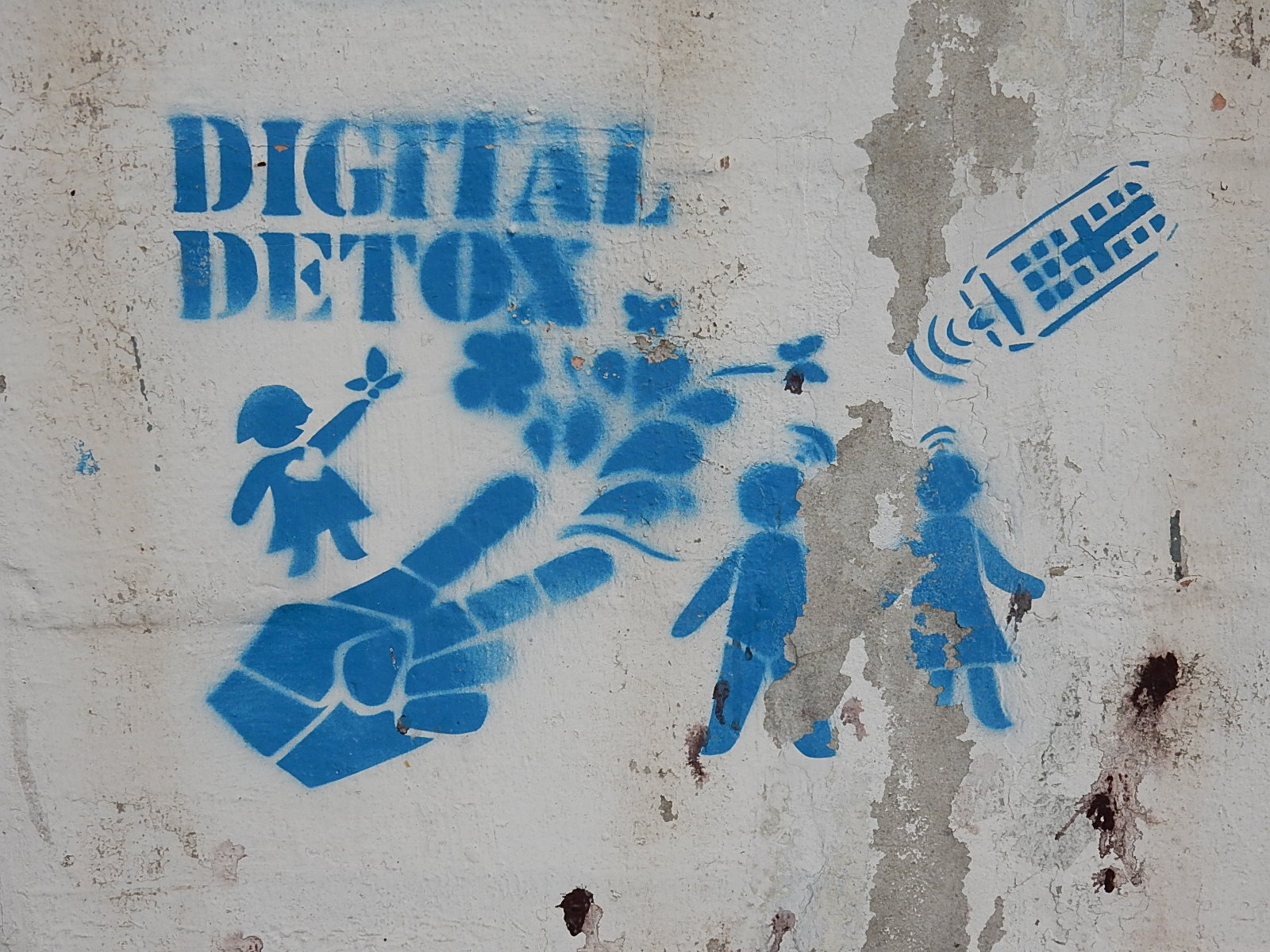
Digitális detox kampány graffiti

A digitális detox vagy digitális méregtelenítés egy olyan gyakorlat, amelyben az egyén időszakosan vagy ideiglenesen korlátozza vagy megszünteti a digitális eszközök és technológiai platformok használatát, mint például okostelefonok, számítógépek, táblagépek és a közösségi média. Az elsődleges célja a túlzott digitális függőség csökkentése és a technológiai túlterheltség enyhítése.

## A digitális függőség elterjedtsége
A legfrissebb összefoglaló elemzések alapján az internetfüggőség a populáció akár 7–10%-át érintheti, a 25 év alattiak körében pedig már a 20%-ot is elérheti vagy meg is haladhatja.

## A digitális függőség hatásai
A digitális világban való állandó jelenlétünk és függőségünk számos negatív hatással járhat. Az állandó telefon- és e-mail-ellenőrzés, a közösségi média böngészése, a játékok és az internetes tevékenységek elvonhatják figyelmünket, befolyásolhatják alvásunk minőségét, rontják koncentrációnkat és hatással lehetnek a mentális egészségünkre is.

## A digitális méregtelenítés célja
A digitális detox célja a kikapcsolódás és a megújulás. Ez idő alatt az egyén távol marad a digitális eszközöktől, hogy megszabaduljon a folyamatos információs áradattól és az online tevékenységektől. Ez lehetővé teszi a személy számára, hogy összpontosítson más tevékenységekre, mint például az olvasás, a sport, a személyes kapcsolatok ápolása vagy az egyszerű pihenés.

## A digitális detox előnyei
- Stressz csökkentése: A túlzott digitális expozíció és az állandó információáradat stresszt okozhat. A digitális detox lehetőséget ad a személynek, hogy kikapcsolódjon, pihenjen és csökkentse a stressz szintjét.
- Jobb mentális egészség: A túlzott digitális használat kapcsolatba hozható a rossz hangulattal, szorongással és egyéb mentális egészségügyi problémákkal. A digitális detox lehetőséget nyújt a személynek, hogy újra kapcsolódjon önmagához, és javítsa mentális egészségét.
- Fókusz és koncentráció javulása: A folyamatos értesítések, üzenetek és a közösségi média böngészése megzavarhatja a koncentrációt és hatékonyságot. A digitális detox ideje alatt az egyén lehetőséget kap, hogy összpontosítson más tevékenységekre, amelyek javíthatják a fókuszt és a koncentrációt.
- Valódi kapcsolatok erősítése: A digitális világban való túlzott jelenlét néha háttérbe szoríthatja a személyes kapcsolatokat. A digitális detox lehetővé teszi az egyén számára, hogy időt szánjon szeretteire, barátaira és valódi kapcsolataira, erősítve ezáltal ezeket a kötelékeket.
- Kreatív gondolkodás serkentése: A digitális világban való állandó jelenlét korlátozhatja az alkotói gondolkodást. A digitális detox időszaka lehetőséget ad a személynek, hogy felfedezze a kreatív oldalát, és új tevékenységekbe, hobbikba kezdjen.
- Alvás minőségének javítása: A késő esti képernyő előtt eltöltött idő negatívan befolyásolhatja az alvás minőségét. A digitális detox segíthet normalizálni az alvási mintázatot és javítani az alvás minőségét.

Fontos megjegyezni, hogy a digitális detox előnyei személyenként változhatnak, és az eredmények eltérhetnek. Mindazonáltal sok ember tapasztal pozitív hatásokat a digitális detox ideje alatt.

## Így kezdj bele a digitális detoxba
- Határozd meg az időt: kezdésképpen próbálkozhatsz egy nappal vagy egy héttel.
- Jelezd másoknak: szólj a barátaidnak, családodnak, ismerőseidnek, hogy egy ideig nem leszel elérhető online, telefonon. Hasznos lehet, ha jelzed feléjük, hogy vészhelyzet esetén miként tudnak elérni.
- Tervezz előre: érdemes előre végiggondolni, hogy mivel fogod a digitális detox alatt tölteni az idődet, például kreatív dolgok, természetjárás vagy együttlét a családdal, barátokkal.
- Kapcsold ki: amikor készen állsz, hogy belevágj a digitális detoxba, kapcsold ki a készülékeket, és tedd őket félre. Keress nekik egy biztonságos helyet, ahol nem lesznek szem előtt, így könnyebben meg tudsz róluk feledkezni. Még jobb, ha találsz olyan helyszínt, ahol nincs térerő, így könnyebb leküzdeni a csábítást.
- Tarts ki: az a szorongató érzés, hogy lemaradsz valamiről, igen erős tud lenni, de fontos, hogy ne add fel. Így is lehet kapcsolatot tartani a családdal és barátokkal egyaránt (méghozzá egy személyesebb szinten érintkezve velük).
- Kérj segítséget: elképzelhető, hogy könnyebben megy a digitális detox, ha azt egy barátoddal vagy családtagoddal közösen határozzátok el, így együtt élitek át a vele járó nehézségeket is.[2]